# Oromhegyes
Oromhegyes (szerbül Трешњевац / Trešnjevac) település Szerbiában, Vajdaságban, az Észak-bánsági körzetben, Magyarkanizsa községben. 2002-ben lakosságának több mint 96%-a magyar nemzetiségű volt.

## Elhelyezkedése
Szerbia északi részén helyezkedik el 102 méter tengerszint feletti magasságon. Közigazgatásilag Magyarkanizsa községhez tartozik. Zentától 10 km re, Adorjántól 5 km-re és Tóthfalutól 5 km-re fekszik.
A Magyarkanizsa-Zenta regionális úttól 3 km-re fekszik, aszfaltozott út köti össze Tóthfaluval, Orommal és Szabadkával.

## Népessége
- 1948-ban 2542 lakos
- 1961-ben 2357 lakos
- 1971-ben 2304 lakos
- 1981-ben 2135 lakos
- 1991-ben 2028 lakosából 1953 magyar, 32 szerb
- 2002-ben 1868 lakosából 1797 magyar, 25 szerb
- 2011-ben 1763 lakos (a népszámlálás elsődleges adatai alapján)

## Nevének eredete
Nevét a bácskai löszfennsíkon kiemelkedő Orompartról kapta. Kezdetben Siposfalva, vele párhuzamosan (nem messze attól) Zákóföld(je), együtt pedig Tetőhegy(es) néven emlegették. Ezt követően jelennek meg a Kishegyes és Kis-Hegyes nevek, de habár már létezett egy ilyen nevű település, mégsem amiatt, hanem az 1904-es névadási kötelezettség miatt ifjú Tóth József földbirtokos (ő alapította Tóthfalut) javaslatára Oromhegyesre változtatták (ahogyan Ókanizsa elnevezést is Magyarkanizsa névre). Levéltárban fellelhető névváltozatai (időrendi sorrendben):
- Siposfalva
- Zákóföld(je)
- Tetőhegy(es)
- Kishegyes
- Kis-Hegyes
- Oromhegyes
- Uzunovićevo
- Oromhegyes
- Senćanski Trešnjevac
- Trešnjevac
- Oromhegyes

## Története
Oromhegyes területe már az őskorban lakott hely volt, amit a csiszolt kőkorszaki leletek is bizonyítanak, amelyek az Általános Iskola építésekor kerültek elő. Az első településre vonatkozó okirat 1271-ből származik, ugyanis ekkor Ket-Adryan névvel jelöltek két település Ol- és Feel-Adryant. Dudás Gyula XIX. századi jeles történész szerint Feel-Adryan (Felső-Adorján) a mai Oromhegyes területén helyezkedhetett el.

### A település létrejötte
A mai falu kialakulása az 1848/49-es forradalom leveréséhez kötődik. A szóbeli hagyományok szerint Magyarkanizsa város legelőjéből Rózsa Sándor szétszéledt bandája telkeket szakított ki, majd pedig két szerb kisnemes (Sipos és Zákó) földterületeiket kimérették telkeknek és azokat olcsón eladták. A Sipos nevű kisbirtokos 6 lánc szántóföldjét és szőlejét adta el házhelyeknek, majd ezekre kezdtek el építkezni az ide sereglett szegény emberek, minden engedély és jogcím nélkül; ennek eredményeként 1857-ben már 437-en voltak.
Az így kialakult Siposfalva és Zákóföld települések önállósodását Magyarkanizsa mezőváros vezetői, különösen Huszágh Miklós községi képviselő, nem nézték jó szemmel, hiszen elveszíteni látszott a városi legelő, valamint az olcsó munkaerő.
Kanizsa képviselő testülete végül belenyugodott a megváltoztathatatlanba, és a falu 1857-ben már tanítót is kapott Kálmán János személyében (a faluban lakók alkalmazták a képesítés nélküli személyt saját költségükön), majd pár év elteltével Kanizsa mezőváros képviselői gyűlése tanítói munkahelyet rendszeresített a településen – az adorjáni plébános felügyelete mellett –, ahová felvették Magyar Imre altanítót. A települést kezdetben Hegyes, Kis-Hegyes néven ismerték, de mivel már akkor létezett Kishegyes, így az itt lakók Tetőhegyes néven kezdték nevezni a falut. Magyarkanizsa elöljárói hatására Tetűhegyes csúfnevet kapta a falu (a feljegyzések alapján nem is alaptalanul), ezért a település lakosai Oromhegyes-ként kezdték emlegetni azt a XIX. század végén.

### 20. század eleje
A következő évtizedekben kisipari műhelyek nyíltak, malom épült, artézi kutakat fúrtak, rendőrállomás, iskolaépület létesült. 1908-ban a templom épült amit még ebben az évben Szent Mihály tiszteletére szenteltek föl. Lassan kialakult a település magja, ebből pedig az utcák a régi Zentai úton, a Velebit felé vezető dűlőkön és az Orompart lábánál, illetve az adorjáni állomás felé húzódó út mentén.
A falu főutcáján található ártézi kutat 1912-ben fúrták.
Az első világháborút követően 1921-ben Likából szerb telepesek (önkéntesek = dobrovoljacok) érkeznek a faluba, akik az akkori királyi belügyminiszter(Uzunović) tiszteletére megváltoztatták a falu nevét Uzunovićevora. A falu ezen a néven volt ismert 1941-ig, a visszacsatolásig, akkor visszakapja az Oromhegyes nevet.

### A II. világháború után
A II. világháború alatt nagyon sok szerb lakost Sárvárra hurcoltak, majd a háború végén a beérkező partizánok ártatlanokat mészároltak le bosszúból. Ekkor „önkénteseket” toboroztak a Petőfi-brigádba, akik közül sokan életüket vesztették a Bezdán környéki harcokban.
A háború végén a bevonuló szerb partizánok 14 helyi lakost mészároltak le, annak ellenére hogy 1941. áprilisában (és később se a magyar fennhatóság alatt) semmilyen incidens sem történt a szerb lakosság ellen.
Az 1940-es évek második felében parancsba adták, hogy minden magyar településnek kell hogy legyen szerb neve is. Mivel az akkori bíró parasztszekéren ment a járási központban, Zentán megtartott összejövetelre, egész úton azon gondolkodott, milyen szerb név lehetne elfogadható, de semmi sem jutott az eszébe. Kocsisa hívta fel figyelmét arra, hogy a háza előtt egy nagy cseresznyefa áll, ezért lehetne akár Cseresznyés-nek (Trešnjevac) is nevezni. Így lett a falu szerb neve 1946-tól kezdetben Senćanski Trešnjevac (Zentai Cseresznyés), majd a járások megszűnését követően csak egyszerűen Trešnjevac.

### 20. század vége
A boszniai háború alatt a falu nőinek bátor fellépésnek köszönhetően az akkor egyedüli biliárdterem és pizzéria, a Zitzer Club a háborúellenes ellenállás egyik központjává vált (1992. május 10. után). A tartalékosok 93 napig laktak ebben a barakképületben, eközben létrehozták a Zitzer Szellemi Köztársaságot, ami miatt a külföldi média is figyelemmel kísérte ezt az eseményt.

### Jelenkor
A helyi közösségnek, a fő utcáján kívül, még hat aszfaltozott utcája van. Mindegyik utcában járdák vannak kiépítve. A háztartásokba be van vezetve a villanyáram- és a vízhálózat is. A többi településhez hasonlóan úgyszintén itt is ki lett építve a gázhálózat, amelyet a lakosságnak több mint a fele használ. Digitális telefonközponttal is rendelkezik a falu.
Általános iskolája, óvodája, egészségháza és gyógyszertára is van a helyi közösségnek. Nagyon fejlett az állattenyésztés, különösen a marha-, és sertéstenyésztés és nagy múltja van a juhászatnak is. Van termelőszövetkezete, legelterjedtebb a búza és iparinövény-termesztés, de a zöldségfélék termesztése is nagyon népszerű.
A falu néprajzi hagyományai gazdagok és sokfélék. Mindezt híven, avatottan őrzi a helybeli Petőfi Sándor Művelődési Egyesület, amely az egész község részvételével minden évben megszervezi a Gazdag Ág szemlét a tárgyi és szellemi néprajz ápolásának részeként.

## Címere
Oromhegyes település címerét 2007-ben dolgozták ki, legújabb változatát 2009. 01. 09-én fogadták el.
- A kék alapon található hármas halom a főutca két oldalán található dombos területet és a Csákó-halmot (az I. zentai csata – 1686. október 19. vagy 20. – feltételezett helyszínét) jelképezi, míg a templom a valamikori Fel-Adryan területén elhelyezkedő templomok közül az egyiket. A címerben található kosfej a juhászoknak állít emléket, míg a két szimmetrikus búzakalász a település lakóinak fő foglalkozását, a mezőgazdaságot szimbolizálja.

## Oromhegyes zászlaja

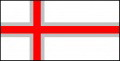
Oromhegyes zászlaja

## Galéria

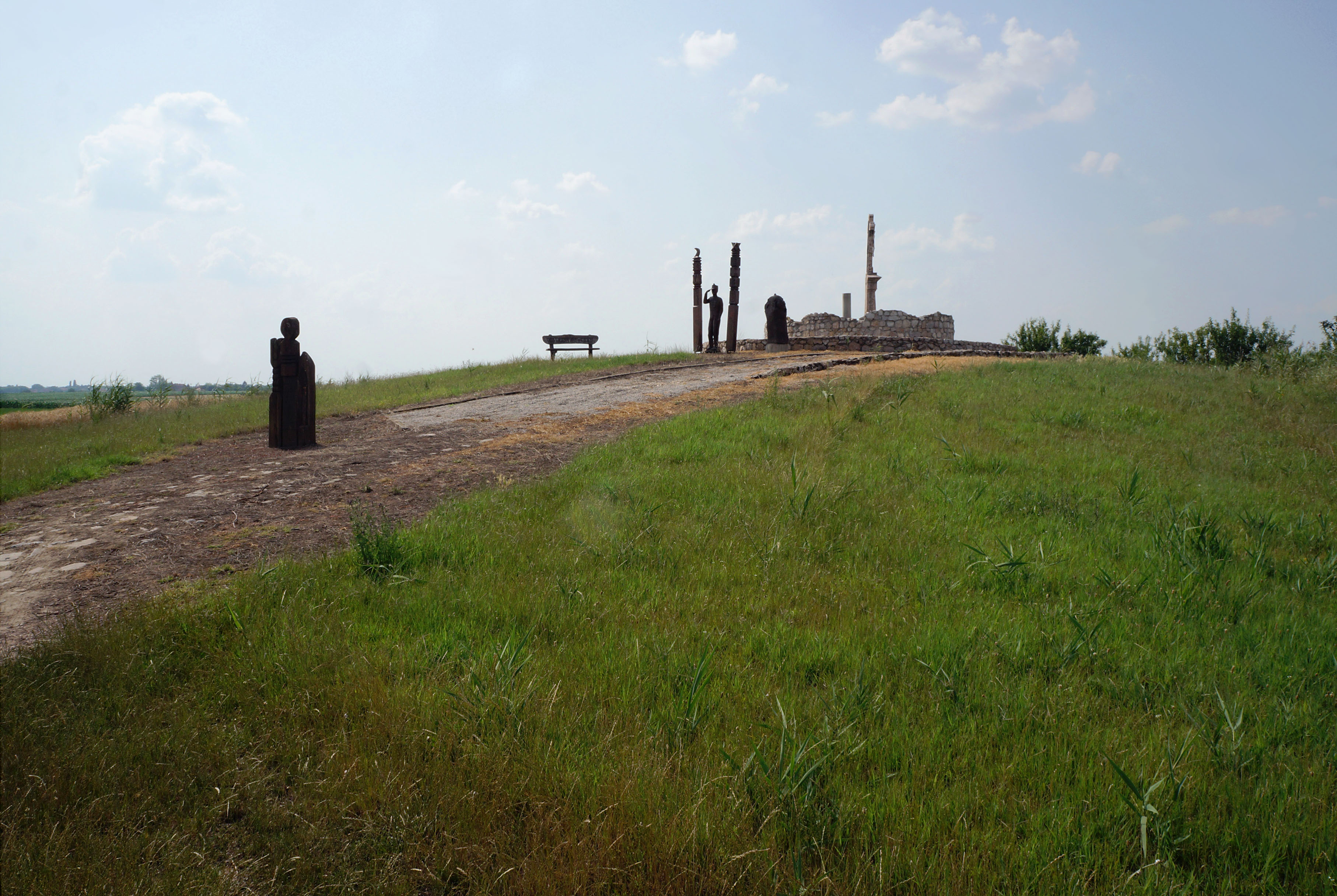
Csákó halom

## Népesség

### Demográfiai változások
| 1948 | 1953 | 1961 | 1971 | 1981 | 1991 | 2002 | 2011 |
| ---- | ---- | ---- | ---- | ---- | ---- | ---- | ---- |
| 2542 | 2416 | 2357 | 2304 | 2135 | 2028 | 1868 | 1763 |